# Frassineto-Klasse
Die Frassineto-Klasse war eine Klasse von sieben Kanonenbooten der sardischen Marine, die 1861 von der Regia Marina übernommen und in zwei Baureihen gebaut wurden. Sie kamen während der Italienischen Unabhängigkeitskriege auf dem Gardasee zum Einsatz.

## Baugeschichte
Die ursprünglich zehn Boote wurden 1859 für die französische Marine von der Werft Forges et Chantiers de la Méditerranée in La Seyne-sur-Mer als über Land transportable Kanonenboote gebaut. Bei einer Verdrängung von 101 ts, einer Länge von 24,7 m, einer Breite von 4,9 m und einem Tiefgang von 1,6 m wurden sie von einer Dampfmaschine mit 16 PS auf max. 7 kn angetrieben. Die Besatzung bestand aus 18 Mann und die Bewaffnung aus einer 16-cm-Kanone Modell 1858.

## Einsatz und Verbleib
Während des Zweiten Italienischen Unabhängigkeitskrieges wurden im Zuge des französisch-sardisch-piemontischen Bündnisses fünf der zehn Boote im Juni 1859 von Toulon nach Genua überführt. Anschließend wurden sie per Bahn für einen Einsatz auf dem Gardasee nach Desenzano gebracht. Sie sollten dort den Angriff der Verbündeten auf die österreichische Festung Peschiera vom Wasser aus unterstützen und zugleich die österreichische Marine auf dem See bekämpfen. Letztere hatte bis dahin ohne fehlende gegnerische Schiffe den See beherrscht. Aufgrund des am 11. Juli 1859 abgeschlossenen Vorfriedens von Villafranca kamen die Boote jedoch zu keinem Einsatz mehr. Da ein Rücktransport nach Frankreich wegen der hohen Kosten nicht in Frage kam, schenkte Napoleon III. die Boote im August 1859 an die verbündete sardischen Marine. Die namenlosen und von 6 bis 10 durchnummerierten Boote waren bis zu dem Zeitpunkt der Übergabe noch nicht bei der französischen Marine in Dienst gestellt worden.
Aus den fünf Booten wurde am 16. September 1859 die Königliche Seeflotte des Gardasees (italienisch Regia Flottiglia Interna del Lago di Garda) gebildet. General Manfredo Fanti gab den Booten die Namen: Frassineto, Torrione, Castenedolo, Pozzolengo und Sesia. Um die Flotte zu verstärken, gab Cavour den Auftrag für den Bau zwei weiterer Boote. Die beiden Boote wurden von Ansaldo gefertigt und liefen am 6. Oktober 1860 in Desenzano vom Stapel. Mit der Indienststellung der zwei neuen Boote Adda und Mincio, die zusätzlich mit jeweils einer Kanone an der Steuer- und Backbordseite bewaffnet waren, wurden auch vier der fünf alten Boote aufgerüstet.
Die Sesia wurde dagegen entwaffnet und diente der Personenbeförderung zwischen Sirmione und Limone. Sie ging am 8. Oktober 1860 nach einer Kesselexplosion vor Limone unter und riss 42 Menschen in den Tod. 18 Personen überlebten das Unglück. Das Wrack wurde 2012 in 340 m Tiefe ausgemacht. Der Untergang der Sesia ist der größte Schiffsunfall, der sich je auf einem italienischen Binnengewässer abgespielt hat.
Nach Ausbruch des Dritten Italienischen Unabhängigkeitskrieges 1866 sollten die sechs Kanonenboote von Salò aus auf dem Gardasee operieren. Ihre Einsatzfähigkeit war allerdings sehr begrenzt. Das einzige nennenswerte Ereignis spielte sich am 8. Juli 1866 ab, als zwei Boote ein Boot der österreichischen Marine in die Flucht schlagen konnten. 1867 wurden alle sechs Boote außer Dienst gestellt und anschließend abgewrackt.